# Katastrophe im Schwarzen Loch
Katastrophe im Schwarzen Loch (Originaltitel: Doomwatch: Winter Angel) ist ein britischer Science-Fiction-Film aus dem Jahr 1999. Der Fernsehfilm entstand unter der Regie von Roy Battersby und ist eine Fortsetzung der populären britischen 1970er-Jahre-Serie Doomwatch.

## Handlung
Auf einem alten Fabrikgelände im Norden Englands kommt es zu einer Reihe seltsamer Vorkommnisse. Der Astrophysiker Neil Tannahill und seine Umweltaktivistengruppe Doomwatch gehen der Sache nach. Bei ihren Untersuchungen machen sie eine schreckliche Entdeckung: Wissenschaftler haben ein schwarzes Loch geschaffen, das die Firma Pandora benutzt, um illegalen Atommüll loszuwerden. Als das schwarze Loch plötzlich außer Kontrolle gerät, versuchen Tannahill und seine Gruppe alles, um die Erde vor einer Katastrophe zu bewahren.

## Kritiken
Das Lexikon des internationalen Films schrieb: Abendfüllender Science-Fiction-Film aus einer kleinen britischen Fernsehserie. Die Fernsehzeitschrift TV Spielfilm urteilte: Ganz o.k., aber nichts Dolles.